# Félix Benito
Félix Leonardo Benito (Buenos Aires, 21 gennaio 1978) è un ex calciatore argentino, di ruolo difensore.

## Palmarès

### Club

#### Competizioni nazionali
- Campionato argentino: 1

San Lorenzo: Clausura 2001

#### Competizioni internazionali
- Copa Sudamericana: 1

San Lorenzo: 2002
- Coppa Mercosur: 1

San Lorenzo: 2001